# Naturschutzgebiet Magerweide südlich des Bärenberges

Magerweide am Bärenberg von Westen

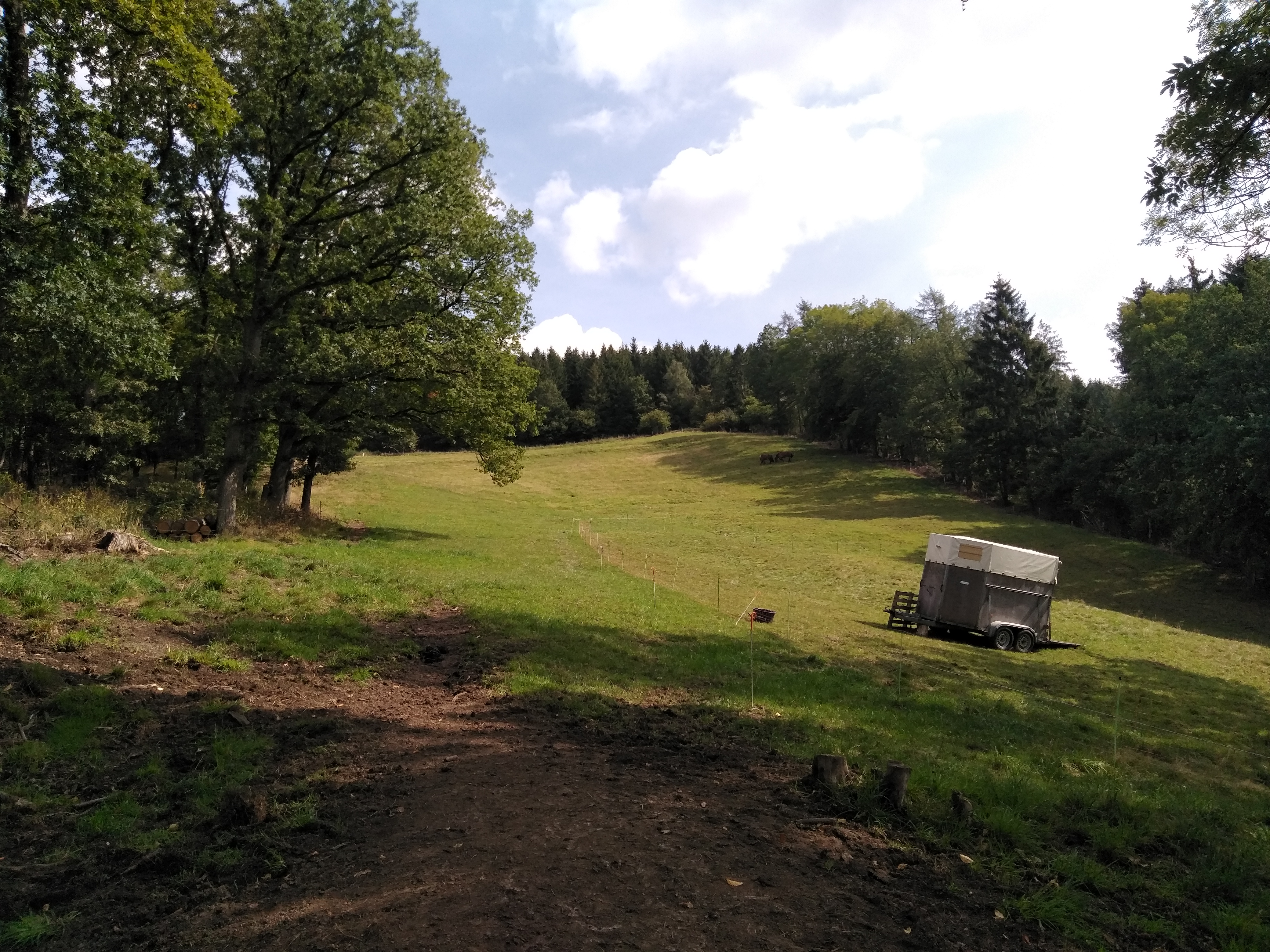
NSG

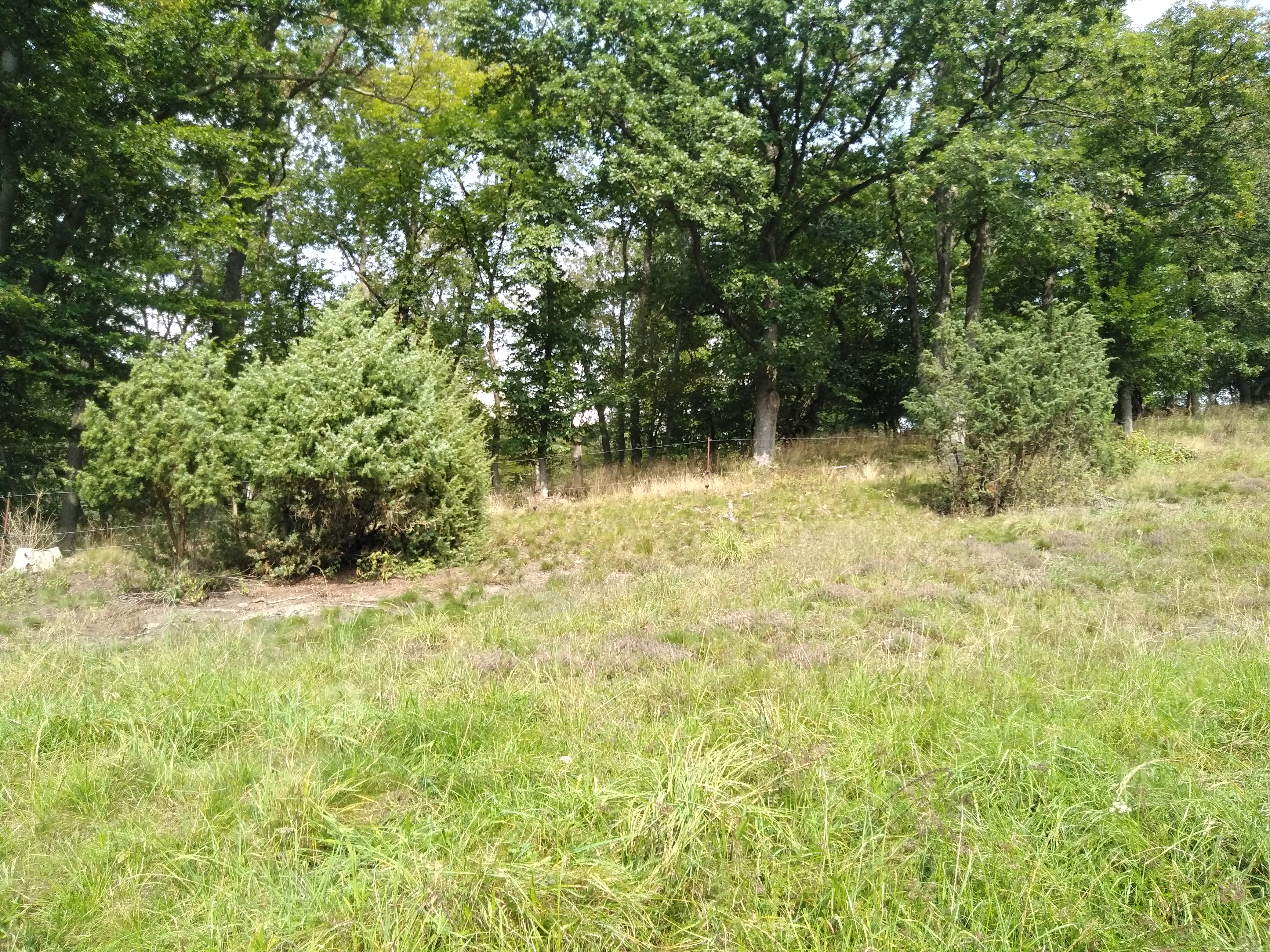
Wacholder im NSG

Das Naturschutzgebiet Magerweide südlich des Bärenberges mit einer Größe von 1,2 ha liegt nördlich von Endorf im Stadtgebiet von Sundern (Sauerland). Das Gebiet wurde 1993 mit dem Landschaftsplan Sundern durch den Kreistag des Hochsauerlandkreises erstmals als Naturschutzgebiet (NSG) mit einer Flächengröße von 0,8 ha ausgewiesen. Bei der Neuaufstellung des Landschaftsplaners Sundern wurde das NSG erneut ausgewiesen und etwas vergrößert. Das NSG ist umgeben vom Landschaftsschutzgebiet Sundern. Im Westen grenzt es direkt an die Landstraße.

## Gebietsbeschreibung
Beim NSG handelt es sich um eine kurzrasige Magerweide auf einem relativ steilen, südwestexponierten Hang. Am Oberhang stehen einige alte Wacholder.

## Schutzzweck
Das NSG soll die Magerweide mit dem dortigen Arten schützen. Wie bei allen Naturschutzgebieten in Deutschland wurde in der Schutzausweisung darauf hingewiesen, dass das Gebiet „wegen der Seltenheit, besonderen Eigenart und Schönheit des Gebietes“ zum Naturschutzgebiet wurde.